# Аттиши (кантон)
Аттиши (фр. Attichy) — упраздненный кантон во Франции, регион Пикардия, департамент Уаза. Входил в состав округа Компьень.
В состав кантона входили коммуны (население по данным Национального института статистики за 2010 г.):
- Аттиши (1 931 чел.)
- Бернёй-сюр-Эн (1 019 чел.)
- Битри (294 чел.)
- Жользи (906 чел.)
- Крутуа (219 чел.)
- Кулуази (469 чел.)
- Куртьё (192 чел.)
- Кюиз-ла-Мотт (2 172 чел.)
- Мулен-су-Туван (229 чел.)
- Нампсель (298 чел.)
- Отреш (745 чел.)
- Отфонтен (264 чел.)
- Пьеррфон (1 930 чел.)
- Ретонд (724 чел.)
- Сен-Крепен-о-Буа (253 чел.)
- Сен-Пьер-ле-Битри (143 чел.)
- Сент-Этьенн-Руале (320 чел.)
- Траси-ле-Мон (1 716 чел.)
- Тросли-Брёй (2 093 чел.)
- Шель (473 чел.)

## Экономика
Структура занятости населения:
- сельское хозяйство — 3,7 %
- промышленность — 27,7 %
- строительство — 9,5 %
- торговля, транспорт и сфера услуг — 28,7 %
- государственные и муниципальные службы — 30,4 %

## Политика
На президентских выборах 2012 г. жители кантона отдали в 1-м туре Николя Саркози 27,0 % голосов против 24,8 % у Марин Ле Пен и Франсуа Олланда, во 2-м туре в кантоне победил Саркози, получивший 52,2 % (2007 г. 1 тур: Саркози  — 32,4 %, Сеголен Руаяль — 20,4 %; 2 тур: Саркози — 58,5 %). На выборах в Национальное собрание в 2012 г. по 5-му избирательному округу департамента Уаза они поддержали действующего депутата и своего представителя в генеральном совете департамента Уаза, кандидата партии Союз за народное движение Люсьена Дегоши, получившего 48,6 % голосов в 1-м туре и 62,8 % голосов - во 2-м туре.
|  | Кандидат               | Партия                    | % голосов |
|  | ---------------------- | ------------------------- | --------- |
|  | Люсьен Дегоши          | Союз за народное движение | 73,65     |
|  | Мюриель Леклерк-Керсен | Социалистическая партия   | 15,19     |
|  | Софи Эрбе              | Коммунистическая партия   | 6,10      |
|  | Жорж-Анри Морё         | Национальный фронт        | 5,06      |